# Somaliahämpling
Somaliahämpling (Linaria johannis) är en fågel i familjen finkar inom ordningen tättingar. Den har en mycket begränsad utbredning i bergsbelägna enbuskmarker i norra Somalia. IUCN kategoriserar den som nära hotad.

## Utseende och läten
Somaliahämplingen är en medelstor (13 cm) fink med ljusgrå ovansida och svarta vingar och stjärt. På vingarna syns en vit fläck vid handpennornas bas. Även övergumpen är vit, medan nedre delen av ryggen är rostfärgad. Undersidan är vit med rostbeige flanker. Sången beskrivs som ett kanariefågellikt kvittrande, lätena ett korta "tsee wit", "tweek" och "sis sis sis".

## Utbredning och systematik
Somaliahämplingen förekommer endast i bergsbelägna enskogar i norra Somalia. Den behandlas som monotypisk, det vill säga att den inte delas in i några underarter.

### Släktestillhörighet
Tidigare placerades hämplingarna i släktet Carduelis. Genetiska studier har dock visat att Carduelis är parafyletiskt, varför hämplingarna nu oftast förs till det egna släktet Linaria.

## Levnadssätt
Somaliahämplingen förrekommer i bergstrakter på 1200–2400 meters höjd i enskogar samt närliggande skogs– och buskmarker med olivträd, kinesträdsväxten Dodonaea viscosa, ärtväxten Cadia purpurea och Sideroxylon. Födan består mestadels av frön från exempelvis törel, Salvia och olika sorters gräs. Den födosöker på marken och i låg vegetation, men kan också ses sitta i trädtoppar och på exponerade döda grenar. Arten uppträder enstaka, i par eller i smågrupper. Fåglar i häckningstillstånd har påträffats i maj och ungfåglar sedda i juli, men i övrigt saknas kunskap om dess häckningsbiologi.

## Status
Somaliahämplingen har ett mycket litet utbredningsområde där den endast är känd från fem lokaler. Den antas också ha en mycket liten världspopulation bestående av under 1000 häckande individer. Beståndet tros dock vara stabilt. Internationella naturvårdsunionen IUCN kategoriserar arten som nära hotad.

## Taxonomi och namn
Somaliahämplingen beskrevs taxonomiskt för första gången 1919 av Stephenson Robert Clarke. Fågelns vetenskapliga artnamn hedrar John Philip Stephenson Clarke (född 1896), engelsk naturforskare och samlare av specimen.